# DENIS J025503.3−470049
Désignations
DENIS J025503.3−470049 ou plus souvent appelée DEN 0255−4700 est un objet céleste de masse substellaire de type spectral L — probable naine brune de type naine L — qui est situé à une distance de ∼ 15,9 a.l. (∼ 4,87 pc) du Soleil dans la direction de la constellation australe de l'Éridan.
L'objet a été détecté grâce au programme Deep Near Infrared Survey of the Southern Sky (DENIS). Dès 1999, Martín et al. suggèrent qu'il s'agit d'une naine L (type spectral dL6) très froide (température effective de 1 600 K).
DEN 0255−4700 est le 55e système le plus proche du Système solaire (connu à ce jour)[Quand ?] et c'est l'objet de type spectral L le plus proche de la Terre. Les astres de ce type sont de couleur rouge foncé et rayonnent essentiellement dans l'infrarouge.